# ثبيرة ناعمة
ثبيرة ناعمة (الاسم العلمي: Acokanthera laevigata) هي نوع نباتي يتبع جنس الثبيرة من فصيلة الدفلية.